# Mercedes-Benz M160
La sigla Mercedes-Benz M160 indica una famiglia di motori a scoppio prodotti dal 1998 al 2007 dalla Casa tedesca Mercedes-Benz.

## Profilo e caratteristiche

La gamma Smart in listino dal 1998 al 2006 prevedeva quasi interamente motori M160 per i suoi modelli

I motori M160 sono motori molto particolari: prima di tutto si tratta dei più piccoli motori automobilistici mai realizzati dalla Casa tedesca, essendo compresi tra 0,6 e 0,8 litri. In secondo luogo, questi motori sono noti per aver equipaggiato la prima serie della Smart. Come ultimo aspetto, questi motori sono caratterizzati da un'architettura non molto comune nella normale produzione: si tratta infatti di motori tricilindrici.

Tali motori sono stati prodotti nell'ex-stabilimento MCC di Hambach (Francia), sotto il controllo del gruppo Daimler-Benz, che a partire dal 1998 ha cambiato ragione sociale in DaimlerChrysler dopo aver preso anche il controllo del colosso statunitense.

La famiglia M160 era composta da due motori. Le caratteristiche in comune con i due motori annoverano anche le più particolari e sono le seguenti:
- architettura a 3 cilindri in linea;
- basamento e testata in lega di alluminio;
- distribuzione ad un asse a camme in testa;
- testata a 2 valvole per cilindro;
- rapporto di compressione: 9.5:1;
- alimentazione ad iniezione elettronica Bosch;
- accensione elettronica integrata a due candele per cilindro;
- sovralimentazione mediante un turbocompressore dotato di intercooler ed overboost;
- albero a gomiti su 4 supporti di banco.

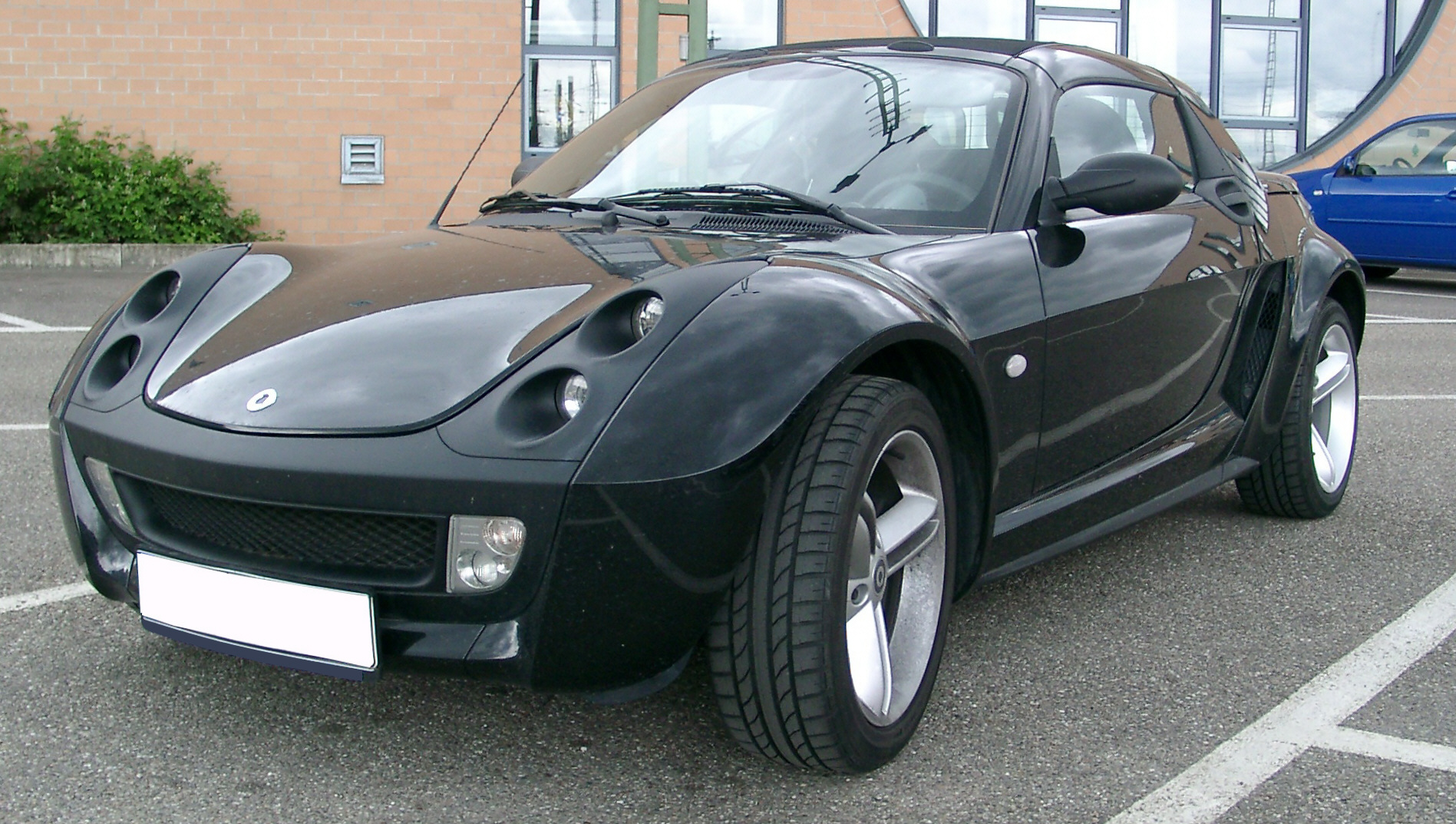
La Smart Roadster utilizzava esclusivamente motori M160

Si tratta quindi di motori monoalbero in lega leggera: l'utilizzo di leghe leggere unito alla compattezza dimensionale di questi motori ha fatto in modo che risultassero relativamente leggeri, la versione minore, quella da 0,6 litri, pesava infatti 59 kg. Sono tutti motori sovralimentati: il dispositivo di overboost consente un leggero, temporaneo aumento della pressione di sovralimentazione ed un conseguente leggero aumento della coppia motrice. Tra le altre caratteristiche va senz'altro citata la presenza dell'acceleratore elettronico e non più a cavo. Tale motore è stato proposto in diversi livelli di potenza, dipendenti per esempio dalla pressione di sovralimentazione (oltre che da altri ovvii accorgimenti, come l'elettronica di gestione): per esempio, le primissime due varianti del motore M160 erogavano rispettivamente 45 e 55 CV, ed erano caratterizzati rispettivamente da pressioni di sovralimentazione pari ad 1.4 ed 1.8 bar.

Mentre qualsiasi altro motore automobilistico oramai supera agevolmente i 100.000 km, i motori M160 hanno un ciclo vitale che spesso e volentieri rimane sensibilmente al di sotto di tale soglia. Non sono rari i casi di motori danneggiati per cedimenti dovuti ad usura già intorno ai 50—60 000 km. Ciononostante, la principale applicazione di questi motori, ossia la Smart Fortwo, ha riscosso un buon livello di vendite.

Nella seguente tabella sono mostrate le principali caratteristiche ed applicazioni dei vari motori M160, conosciuti anche come motori Suprex.

### Tabella delle applicazioni
| Motore    | Alesaggio e corsa (mm) | Cilindrata | potenza max (CV/rpm) | Coppia max (Nm/rpm) | Applicazioni                          | Anni di produzione |
| --------- | ---------------------- | ---------- | -------------------- | ------------------- | ------------------------------------- | ------------------ |
| M160E06LA | 63.5x63                | 599        | 45/5250              | 69.7/3000           | Smart City Coupé Pure                 | 1998-02            |
| M160E06LA | 63.5x63                | 599        | 55/5250              | 80/2000             | Smart City Coupé/Cabrio Pulse/Passion | 1998-03            |
| M160E06LA | 63.5x63                | 599        | 61/5250              | 88/2250             | Smart Cabrio 62 CV                    | 2000-03            |
| M160E06LA | 63.5x63                | 599        | 70/5470              | 108/2200            | Smart Crossblade                      | 2002-03            |
| M160E07LA | 66.5x67                | 698        | 50/5250              | 80/1800             | Smart Fortwo 50CV                     | 2003-06            |
| M160E07LA | 66.5x67                | 698        | 61/5250              | 95/ 2000-4000       | Smart ForTwo 61CV Coupé/Cabrio        | 2003-06            |
| M160E07LA | 66.5x67                | 698        | 61/5250              | 95/ 2000-4000       | Smart Roadster Softip                 | 2003-06            |
| M160E07LA | 66.5x67                | 698        | 82/5250              | 110/ 2250-4500      | Smart ForTwo Brabus Coupé/Cabrio      | 2003-06            |
| M160E07LA | 66.5x67                | 698        | 82/5250              | 110/ 2250-4500      | Smart Roadster Softouch               | 2003-06            |
| M160E07LA | 66.5x67                | 698        | 82/5250              | 110/ 2250-4500      | Smart Roadster-Coupé Softouch         | 2003-06            |
| M160E07LA | 66.5x67                | 698        | 101/5250             | 130/ 2500-5300      | Smart Roadster Brabus                 | 2004-06            |
| M160E07LA | 66.5x67                | 698        | 101/5250             | 130/ 2500-5300      | Smart Roadster-Coupé Brabus           | 2004-06            |

A partire dal 2007, i motori M160 sono stati sostituiti dai motori della Serie 3B2, prodotti dalla Mitsubishi.